# Thismia espirito-santensis
Thismia espirito-santensis là một loài thực vật có hoa trong họ Burmanniaceae. Loài này được Brade miêu tả khoa học đầu tiên năm 1947.